# Laminopathie

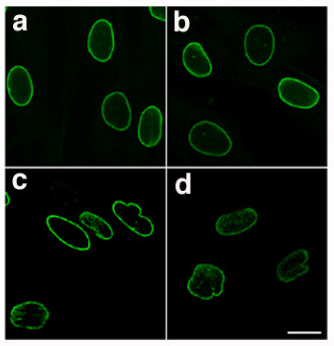
Cellules Laminopathiques

Les laminopathies constituent un groupe de maladie dues à une anomalie d'une lamine, protéine présente dans les noyaux cellulaires et plus particulièrement dans la lamina.
Elles sont causées par des mutations dans le gène LMNA codant les protéines de l'enveloppe nucléaire lamines A et C.
L'une des affections la plus connue en est la progéria ou syndrome de Hutchinson-Gilford, mais d'autres affections, la dystrophie musculaire d'Emery-Dreifuss, certaines myopathies des ceintures, certaines cardiomyopathies, sont liées à une anomalie de cette protéine.